# Erioderma
Erioderma — рід грибів родини Pannariaceae. Назва вперше опублікована 1825 року.